# 乌尔姆 (旺代省)
乌尔姆（法語：Oulmes，法語發音：[ulm]）是法国卢瓦尔河地区大区旺代省的一个旧市镇，属于丰特奈勒孔特区。2019年，乌尔姆与市镇欧蒂兹河畔尼约勒合并为新市镇里沃多蒂兹

## 地理
乌尔姆（46°23'59"N, 0°39'49"W）面积9.28 平方千米，位于法国卢瓦尔河地区大区旺代省，该省份为法国西部沿海省份，北起大西洋卢瓦尔省和曼恩-卢瓦尔省，西临大西洋，南至滨海夏朗德省，东部及东南部与德塞夫勒省接壤。
与乌尔姆接壤的市镇（或旧市镇、城区）包括：伯内、布耶-库尔多、欧蒂兹河畔尼约勒、旧圣皮埃尔。
乌尔姆的时区为UTC+01:00、UTC+02:00（夏令时）。

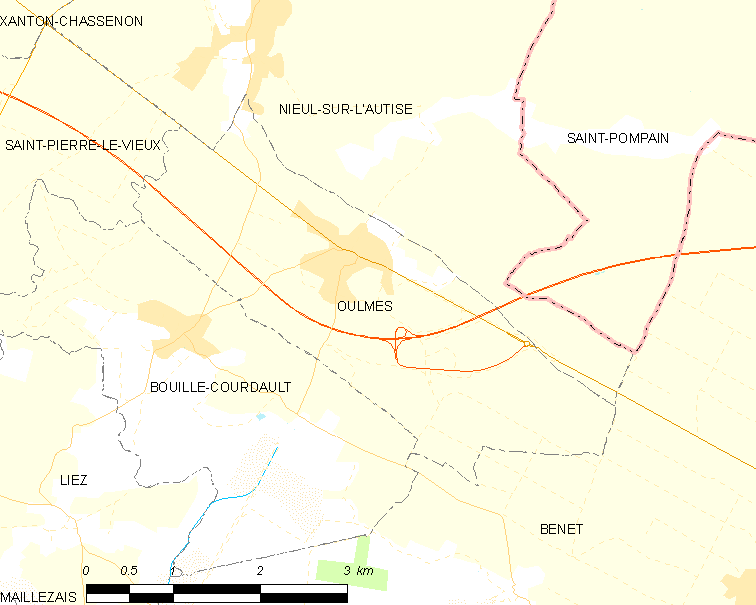
乌尔姆的OSM定位图

## 行政
乌尔姆的邮政编码为85420，INSEE市镇编码为85168。

## 政治
乌尔姆所属的省级选区为丰特奈勒孔特县。

## 人口

1962-2008年间乌尔姆人口变化图示

乌尔姆于2018年1月1日时的人口数量为813人。